# Olympische Sommerspiele 1976/Teilnehmer (Kuba)
| Gelbes Symbol für Goldmedaillen mit stilisierten Olympischen Ringen | Graues Symbol für Silbermedaillen mit stilisierten Olympischen Ringen | Braundes Symbol für Bronzemedaillen mit stilisierten Olympischen Ringen |
| ------------------------------------------------------------------- | --------------------------------------------------------------------- | ----------------------------------------------------------------------- |
| 6                                                                   | 4                                                                     | 3                                                                       |

Kuba nahm an den Olympischen Sommerspielen 1976 in Montreal mit einer Delegation von 156 Athleten (132 Männer und 24 Frauen) an 76 Wettkämpfen in 14 Sportarten teil.
Die kubanischen Sportler gewannen sechs Gold-, vier Silber- und drei Bronzemedaillen, womit Kuba den achten Platz im Medaillenspiegel belegte. Olympiasieger wurden der Leichtathlet Alberto Juantorena über 400 sowie 800 Meter, der Judoka Héctor Rodríguez im Leichtgewicht und die Boxer Jorge Hernández im Halbfliegengewicht, Ángel Herrera im Federgewicht und Teófilo Stevenson im Schwergewicht.

## Teilnehmer nach Sportarten

### Basketball
Männer
- 7. Platz
Alejandro Ortíz
Alejandro Urgellés
Angel Padrón
Daniel Scott
Juan Domecq
Juan Roca
Óscar Varona
Pedro Chappé
Rafael Cañizares
Ruperto Herrera Tabio
Tomás Herrera
Félix Morales

### Boxen
- Jorge Hernández
Halbfliegengewicht: Gold
- Ramón Duvalón
Fliegengewicht: Silber
- Ángel Herrera
Bantamgewicht: im Achtelfinale ausgeschieden
- Orlando Martínez
Federgewicht: Gold
- Reinaldo Valiente
Leichtgewicht: im Achtelfinale ausgeschieden
- Andrés Aldama
Halbweltergewicht: Silber
- Emilio Correa Vaillant
Weltergewicht: im Achtelfinale ausgeschieden
- Rolando Garbey
Halbmittelgewicht: Bronze
- Luis Felipe Martínez
Mittelgewicht: Bronze
- Sixto Soria
Halbschwergewicht: Silber
- Teófilo Stevenson
Schwergewicht: Gold

### Fechten
Männer
- Enrique Salvat
Florett: 17. Platz
Florett Mannschaft: 9. Platz
- Jorge Garbey
Florett: 22. Platz
Florett Mannschaft: 9. Platz
- Eduardo Jhons
Florett: 34. Platz
Florett Mannschaft: 9. Platz
- Pedro Hernández
Florett Mannschaft: 9. Platz
- Francisco de la Torre
Säbel: 7. Platz
Säbel Mannschaft: 5. Platz
- Manuel Ortiz
Säbel: 9. Platz
Säbel Mannschaft: 5. Platz
- Guzmán Salazar
Säbel: 25. Platz
Säbel Mannschaft: 5. Platz
- Ramón Hernández
Säbel Mannschaft: 5. Platz
- Lazaro Mora
Säbel Mannschaft: 5. Platz

Frauen
- Margarita Rodríguez
Florett: 30. Platz
Florett Mannschaft: 9. Platz
- Milady Tack-Fang
Florett: 39. Platz
Florett Mannschaft: 9. Platz
- Nancy Uranga Romagosa
Florett: 47. Platz
Florett Mannschaft: 9. Platz
- Marlene Font
Florett Mannschaft: 9. Platz

### Fußball
- in der Gruppenphase ausgeschieden
Andrés Roldán
Antonio Garcés
Francisco Fariñas
Jorge Massó
José Luis Elejalde
José Francisco Reinoso
Julio Cepero
Luis Hernández Heres
Luis Holmanza
Miguel Rivero
Regino Delgado
René Bonora
Roberto Pereira

### Gewichtheben
- Francisco Casamayor
Fliegengewicht: 5. Platz
- Daniel Núñez
Fliegengewicht: 8. Platz
- Carlos Lastre
Bantamgewicht: 7. Platz
- Pedro Fuentes
Federgewicht: 7. Platz
- Tony Urrutia
Leichtgewicht: 6. Platz
- Daniel Zayas
Mittelgewicht: 8. Platz
- Alberto Blanco
Mittelschwergewicht: 6. Platz
- Javier González Ramos
Schwergewicht: 6. Platz
- Gerardo Fernández
Superschwergewicht: 6. Platz

### Judo
- Héctor Rodríguez
Leichtgewicht: Gold
- José Ibañez
Schwergewicht: 18. Platz
Offene Klasse: 11. Platz

### Leichtathletik
Männer
- Silvio Leonard
100 m: im Viertelfinale ausgeschieden
4-mal-100-Meter-Staffel: 5. Platz
- Francisco Gómez
100 m: im Viertelfinale ausgeschieden
4-mal-100-Meter-Staffel: 5. Platz
- Hermes Ramírez
100 m: im Vorlauf ausgeschieden
4-mal-100-Meter-Staffel: 5. Platz
- Alberto Juantorena
400 m: Gold 
800 m: Gold 
4-mal-400-Meter-Staffel: 7. Platz
- Eddy Gutiérrez
400 m: im Viertelfinale ausgeschieden
4-mal-400-Meter-Staffel: 7. Platz
- Carlos Noroña
400 m: im Vorlauf ausgeschieden
- Leandro Civil
800 m: im Halbfinale ausgeschieden
- Luis Medina
800 m: im Vorlauf ausgeschieden
1500 m: im Vorlauf ausgeschieden
- Rigoberto Mendoza
Marathon: 33. Platz
- Alejandro Casañas
110 m Hürden: Silber 
4-mal-100-Meter-Staffel: 5. Platz
- Dámaso Alfonso
400 m Hürden: 7. Platz
4-mal-400-Meter-Staffel: 7. Platz
- Carlos Álvarez
4-mal-400-Meter-Staffel: 7. Platz
- Richard Spencer
Hochsprung: 29. Platz
- Roberto Moré
Stabhochsprung: ohne gültigen Versuch im Finale
- Milán Matos
Weitsprung: 18. Platz
- Pedro Pérez
Dreisprung: 4. Platz
- Armando Herrera
Dreisprung: 19. Platz
- Julián Morrinson
Diskuswurf: 16. Platz

Frauen
- Silvia Chivás
100 m: im Halbfinale ausgeschieden
4-mal-100-Meter-Staffel: im Vorlauf ausgeschieden
- Carmen Valdés
100 m: im Viertelfinale ausgeschieden
4-mal-100-Meter-Staffel: im Vorlauf ausgeschieden
- Isabel Taylor
100 m: im Viertelfinale ausgeschieden
4-mal-100-Meter-Staffel: im Vorlauf ausgeschieden
- Fulgencia Romay
4-mal-100-Meter-Staffel: im Vorlauf ausgeschieden
- Ana Alexander
Weitsprung: 13. Platz
- María Elena Sarría
Kugelstoßen: 11. Platz
- María Cristina Betancourt
Diskuswurf: 7. Platz
- Carmen Romero
Diskuswurf: 9. Platz

### Radsport
- Carlos Cardet
Straßenrennen: 14. Platz
Mannschaftszeitfahren: 14. Platz
- Gregorio Aldo Arencibia
Straßenrennen: Rennen nicht beendet
Mannschaftszeitfahren: 14. Platz
- Roberto Menéndez
Straßenrennen: Rennen nicht beendet
- Jorge Pérez
Straßenrennen: Rennen nicht beendet
- Jorge Gómez
Mannschaftszeitfahren: 14. Platz
- Raúl Marcelo Vázquez
Mannschaftszeitfahren: 14. Platz
Bahn 4000 m Einerverfolgung: 17. Platz

### Ringen
- Sirvano Valdes
Papiergewicht, griechisch-römisch: in der 3. Runde ausschieden
- Erasmo Estrada
Leichtgewicht, griechisch-römisch: in der 2. Runde ausschieden
- Idalberto Barban
Weltergewicht, griechisch-römisch: in der 3. Runde ausschieden
- Miguel Alonso
Papiergewicht, Freistil: in der 3. Runde ausschieden
- Eloy Abreu
Fliegengewicht, Freistil: 8. Platz
- Jorge Ramos
Bantamgewicht, Freistil: in der 4. Runde ausschieden
- José Ramos
Leichtgewicht, Freistil: 5. Platz
- Bárbaro Morgan
Halbschwergewicht, Freistil: 8. Platz
- Lázaro Morales
Superschwergewicht, Freistil: in der 2. Runde ausschieden

### Rudern
Männer
- Francisco Rodríguez
Doppel-Vierer: 10. Platz
- César Herrera
Doppel-Vierer: 10. Platz
- Ramón Luperón
Doppel-Vierer: 10. Platz
- Nelson Simon
Doppel-Vierer: 10. Platz
- Cirilo Suárez
Doppel-Vierer: 10. Platz
- Israel Gorguet
Achter mit Steuermann: 10. Platz
- Francisco Mora
Achter mit Steuermann: 10. Platz
- Hermenegildo Palacio
Achter mit Steuermann: 10. Platz
- Angel Ramírez
Achter mit Steuermann: 10. Platz
- Luis Alonso
Achter mit Steuermann: 10. Platz
- Humberto Dorrego
Achter mit Steuermann: 10. Platz
- Alcides Risco
Achter mit Steuermann: 10. Platz
- Porfirio Reynoso
Achter mit Steuermann: 10. Platz
- Jesús Rosello
Achter mit Steuermann: 10. Platz

### Schießen
- Miguel Valdes
Kleinkalibergewehr Dreistellungskampf 50 m: 23. Platz
Kleinkalibergewehr liegend 50 m: 12. Platz
- José González Montero
Kleinkalibergewehr liegend 50 m: 51. Platz
- Roberto Castrillo
Skeet: 30. Platz
- Rubén Vega
Skeet: 35. Platz

### Turnen
Männer
- Nelson Fernández
Einzelmehrkampf: 76. Platz
Boden: 61. Platz
Pferdsprung: 40. Platz
Barren: 79. Platz
Reck: 86. Platz
Ringe: 85. Platz
Seitpferd: 52. Platz
- Roberto Richards
Einzelmehrkampf: 88. Platz
Boden: 44. Platz
Pferdsprung: 62. Platz
Barren: 38. Platz
Reck: 89. Platz
Ringe: 59. Platz
Seitpferd: 19. Platz

### Volleyball
Männer
- Bronze 
Leonel Marshall senior
Victoriano Sarmientos
Ernesto Martínez
Víctor García
Carlos Salas
Raúl Vilches
Jesús Savigne
Lorenzo Martínez
Diego Lapera
Antonio Rodríguez
Alfredo Figueredo
Jorge Pérez Vento

Frauen
- 5. Platz
Ana Díaz
Ana María García
Evelina Borroto
Claudina Villaurrutia
Imilsis Téllez
Lucila Urgelles
Melania Tartabull
Mercedes Pérez
Mercedes Pomares
Mercedes Roca
Miriam Herrera
Nelly Barnet

### Wasserball
- 7. Platz
Oscar Periche
Osvaldo García
Ramon Peña
Lazaro Costa
David Rodríguez
Nelson Domínguez
Jorge Rizo
Eugenio Almenteros
Jesús Pérez
Gerardo Rodríguez
Oriel Domínguez